# Loveboat
Loveboat — дев'ятий студійний альбом англійської групи Erasure, який вийшов 23 жовтня 2000 року.

## Композиції
1. Freedom - 3:09
2. Where in the World - 3:48
3. Crying in the Rain - 3:49
4. Perchance to Dream - 4:37
5. Alien - 4:32
6. Mad as We Are - 3:50
7. Here in My Heart - 3:43
8. Love is the Rage - 4:10
9. Catch 22 - 3:36
10. Moon & the Sky - 4:23
11. Surreal - 5:12

## Учасники запису
- Вінс Кларк - вокал
- Енді Бел - синтезатор, басс

## Чарти
| Чарт (2000)                                  | Найвища позиція |
| -------------------------------------------- | --------------- |
| Німеччина German Albums (Offizielle Top 100) | 48              |
| Шотландія Scottish Albums (OCC)              | 50              |
| Швеція Swedish Albums (Sverigetopplistan)    | 57              |
| Велика Британія UK Albums (OCC)              | 45              |